# Pedro de Oliveira (Leichtathlet, 1996)
Pedro de Oliveira (* 18. Januar 1996) ist ein brasilianischer Leichtathlet, der sich auf den Zehnkampf spezialisiert hat.

## Sportliche Laufbahn
Erste internationale Erfahrungen sammelte Pedro de Oliveira im Jahr 2023, als er bei den World University Games in Chengdu mit 7191 Punkten den sechsten Platz im Zehnkampf belegte. Im Jahr darauf gelangte er bei den Ibero-Amerikanischen Meisterschaften in Cuiabá mit 6145 Punkten auf den fünften Platz und belegte mit der brasilianischen 4-mal-400-Meter-Staffel in 3:09,85 min den vierten Platz. 2025 gewann er bei den Hallensüdamerikameisterschaften in Cochabamba mit 5668 Punkten die Silbermedaille im Siebenkampf hinter seinem Landsmann José Santana. Anschließend wurde er bei den Hallenweltmeisterschaften in Nanjing mit 5504 Punkten Elfter. Ende April gewann er bei den Südamerikameisterschaften in Mar del Plata mit 7116 Punkten die Bronzemedaille im Zehnkampf hinter seinem Landsmann José Santana und Gerson Izaguirre aus Venezuela.

## Persönliche Bestleistungen
- Zehnkampf: 7677 Punkte, 13. Juni 2021 in São Paulo
  - Siebenkampf (Halle): 5668 Punkte, 23. Februar 2025 in Cochabamba